# Sender ID
Sender ID — объединение спецификаций Sender Policy Framework (SPF) и Caller ID. SenderID предназначен для защиты от подделки email-адреса отправителя путём публикации в DNS политики использования домена — с каких IP-адресов могут отправляться письма, отправителем которых заявляется этот домен.
С 2006 года Sender ID наряду с SPF использовался для аутентификации электронных писем, но широкого распространения не получил, в связи с чем 7 февраля 2020 года связанным с ним RFC 4405, RFC 4406, RFC 4407 присвоен статус исторических.